# Dæmonicus
Dæmonicus (Dæmonicus) est le 3e épisode de la saison 9 de la série télévisée X-Files. Dans cet épisode, Doggett, Reyes et Scully enquêtent sur des meurtres étranges liés à un criminel interné dans un hôpital psychiatrique.
L'épisode est écrit et réalisé par Frank Spotnitz, qui cherche à définir avec lui un nouveau cadre pour la série et conçoit son antagoniste de façon atypique. Il a obtenu des critiques mitigées.

## Résumé
À Weston, en Virginie-Occidentale, Darren et Evelyn Mountjoy sont assassinés par deux individus. La disposition de la scène du crime, notamment la présence du mot dæmonicus (« démoniaque » en latin), évoque un rituel satanique. Doggett et Reyes sont chargés de l'enquête et font appel à Scully, qui donne désormais des cours à l'Académie du FBI de Quantico, pour autopsier les corps. Reyes, à la grande irritation de Doggett, affirme avoir ressenti la présence du Mal sur les lieux du meurtre. Les agents sont contactés par le docteur Monique Sampson, responsable d'un hôpital psychiatrique, qui leur apprend que les deux tueurs pourraient être le docteur Kenneth Richman, un patient qui vient de s'évader, et Paul Gerlach, un gardien de l'asile.
Alors que les deux tueurs, qui portent des masques de démons, sont dans les bois, l'un des deux tue l'autre. Pendant ce temps, Doggett et Reyes interrogent Josef Kobold, un tueur en série dont la cellule est voisine de celle de Richman. Kobold prétend entendre des voix qui lui ont dit que l'un des assassins avait frappé à nouveau. Guidés par les indications de Kobold, Doggett et Reyes trouvent dans les bois le corps de Gerlach. Malgré les réticences de Doggett, qui pense que Kobold s'amuse avec eux, Reyes accède à ses exigences pour qu'il continue à les aider. Alors qu'il nargue Doggett, Kobold est pris de convulsions et son discours incohérent conduit les deux agents à se rendre chez le docteur Sampson, qu'ils trouvent morte.
Kobold continue à provoquer Doggett, et lui vomit même dessus lors d'une crise. Plus tard, Custer, le gardien de Kobold, voit celui-ci prendre un visage démoniaque. Le garde dit ensuite à Doggett et Reyes que Kobold lui a révélé où se trouvait Richman. Scully, qui se trouve non loin de l'endroit, arrive la première mais est surprise par Richman. Doggett et Reyes, accompagnés de Kobold et Custer, arrivent sur les lieux et entendent un coup de feu. Pendant que Scully explique à Doggett et Reyes que Richman a retourné son arme contre lui, Kobold tente de s'enfuir. Doggett lui tire dessus et Kobold tombe dans la rivière mais c'est le corps de Custer qui est ensuite repêché. Doggett démontre plus tard à Scully et Reyes que Kobold avait tout manigancé depuis le début, le mot dæmonicus étant constitué des premières lettres des prénoms des victimes (Darren, Evelyn, Monique et Custer). Après son départ, Reyes dit à Scully que Doggett a lui aussi senti la présence du Mal mais qu'il refuse de se l'avouer.

## Distribution
- Gillian Anderson : Dana Scully
- Robert Patrick : John Doggett
- Annabeth Gish : Monica Reyes
- James Remar : Josef Kobold
- Andi Chapman : le docteur Monique Sampson
- Sarah Benoit : Evelyn Mountjoy
- Tim Halligan : Darren Mountjoy
- James Rekart : Paul Gerlach
- Troy Mittleider : le docteur Kenneth Richman

## Production

### Préproduction
Le scénariste Frank Spotnitz doit avec cet épisode, le premier sur le thème « monstre de la semaine » de la 9e saison, définir un nouveau cadre pour la série puisque, avec le départ de David Duchovny et la présence réduite de Gillian Anderson, ce sont désormais Robert Patrick et Annabeth Gish qui incarnent le nouveau duo d'agents de terrain des « affaires non classées ». Spotnitz, qui prend également en charge la réalisation de l'épisode, décide donc que Scully devienne désormais enseignante à l'Académie du FBI.
Spotnitz définit Josef Kobold, le principal antagoniste de l'épisode, comme « le Diable dans une cellule ». Pour créer le personnage, le scénariste fait des recherches sur des affaires criminelles et trouve le nom de Caryl Chessman, condamné à mort pour plusieurs enlèvements suivis de viols. Il relie alors ce nom, chessman signifie une pièce du jeu d'échecs en anglais, au fait que Kobold voit ses crimes comme une partie d'échecs. Il conçoit également Kobold comme un personnage ambigu qui n'est pas un adversaire classique des X-Files mais agit de façon détournée et semble même pendant un moment aider les enquêteurs.

### Tournage
Le tournage de l'épisode a lieu durant la semaine des attentats du 11 septembre 2001 et s'interrompt lors de cette journée. Les scènes censées se dérouler à l'Académie du FBI sont filmées dans un amphithéâtre de l'UCLA. Melissa Lefante, l'épouse de Spotnitz, fait un caméo dans le rôle d'une étudiante de l'académie.
Robert Patrick affirme plus tard avoir eu des problèmes à se rappeler et à prononcer ses lignes de dialogues ayant un rapport avec la possession démoniaque car le thème le rendait mal à l'aise. L'épisode comporte par ailleurs une scène où Josef Kobold vomit très abondamment. Spotnitz, qui ne pensait pas qu'autant de plans de cette scène fassent partie du montage final, la décrit après coup comme « très exagérée ». Pour son tournage, l'acteur James Remar est équipé de tubes discrètement placés dans sa bouche qui projettent du faux vomi.

## Accueil

### Audiences
Lors de sa première diffusion aux États-Unis, l'épisode réalise un score de 5,5 sur l'échelle de Nielsen, avec 8 % de parts de marché, et est regardé par 8,7 millions de téléspectateurs.

### Accueil critique
L'épisode obtient des critiques mitigées. Parmi les critiques positives, Michelle Kung, du magazine Entertainment Weekly, estime que l'épisode compte parmi « les plus dignes d'intérêt » de la saison avec 4-D et Clairvoyance. Pour John Keegan, du site Critical Myth, qui lui donne la note de 8/10, l'épisode constitue « un très bon début » pour la nouvelle équipe des X-Files, le scénario dépeignant parfaitement « la progressive perte de contrôle émotionnelle » de Doggett et étant l'un des rares de la saison à « développer substantiellement » celui de Reyes. 
Plus mitigé, le site Le Monde des Avengers évoque un épisode plongé dans une « atmosphère sombre et morbide similaire » à celle de Millennium mais que, « malgré le jeu convaincant de James Remar », les dialogues ne sont pas assez recherchés alors que l'esthétisme de la mise en scène pèche par excès et que la conclusion est « très prévisible ».
Du côté des critiques défavorables, Zack Handlen, du site The A.V. Club, lui donne la note de C-, affirmant que, malgré « quelques scènes effrayantes et plans saisissants », l'intrigue est trop creuse et décousue et le rythme trop « apathique » pour que l'épisode éveille l'intérêt. Dans leur livre sur la série, Robert Shearman et Lars Pearson lui donnent la note de 1,5/5, déplorant la réalisation « tape-à-l'œil » et l'intrigue « trop confuse ».